# Serena Rossi
Serena Rossi (Nápoles, 31 de agosto de 1985) es una actriz, cantante, presentadora de televisión y dobladora italiana. Ha actuado en películas y escenarios, pero es más conocida por su actuación en la telenovela Un Posto al Sole de Rai 3 de larga duración.

## Biografía
Serena proviene de una familia artística originaria de Montefalcone nel Sannio (en la provincia de Campobasso, Molise, Italia). Destacó con su papel en Un Posto al Sole, que la llevó a actuar como protagonista en varios musicales, así como en un álbum de música, Amore che, con canciones populares de al Sole. Después de más trabajo en programas de televisión y películas, en 2008 Serena también apareció en la popular serie de detectives Inspector Montalbano.
En 2009, apareció en Augustine: The Decline of the Roman Empire de Christian Duguay e hizo otras apariciones en Ho sposato uno sbirro, R.I.S. Roma - Delitti imperfetti y Rugantino. En 2011 interpretó el papel de Giulia Sabatini en la serie de televisión Che Dio ci Aiuti.
En 2013, Serena prestó su voz a Anna en la versión italiana de Frozen. En 2015, Serena puso voz a Cenicienta, interpretada por Anna Kendrick en la versión italiana de Into the Woods.
En 2014 participó en el concurso Tale e Quale Show, la versión italiana de Tu cara me suena y lo ganó, junto a Il Torneo. Entre otros artistas, Serena imitó a: Michael Jackson, Beyoncé, Pharrell Williams y Mariah Carey. En 2014, actuó en la película Al posto tuo como Anna.
En 2017 Serena protagonizó la película Ammore e Malavita de Manetti Bros. interpretando el papel de Fátima, papel que se repitió durante un episodio del programa Stasera Casa Mika. Mika había visto la película y tenía muchas ganas de hacer un boceto con Serena.